# Szent Mihály-templom (Szőgyén)
A Szent Mihály-templom Szőgyén magyarszőgyéni részén található. 

## Története
Ezen a helyen már Szent István idejében is kápolna, illetve imahely állt. Később szentéllyé építették át, melyet a 13. században egy hajóval bővítettek ki. 1731-ben új templomot építettek ide, mivel 1685-ben a menekülő török csapatok lerombolták.
Az 1945-ben visszavonuló német katonák is nagy kárt okoztak benne. A templom nagyrészt állva maradt, de már nem építették újjá.
A romokat lebontották, az anyagot buszmegálló építéséhez használták fel.
Az ekkor végzett régészeti kutatások során 218 sírt tártak fel. A sírokban 14-17. századból való érméket, nyakékeket, gombokat, agyagedényeket és több más használati tárgyat találtak.
A templom kertjében tárolóvermeket találtak – ezekben élelmiszert, a török háborúk idején pedig az értékes holmikat tartották.
A templom környékén több érmét találtak, a legrégebbi Marcus Aurelius (139–161), az újabbak pedig Mária Terézia (1740–1780) idejéből valók.
Több nyaklánc, kereszt, kerámia, szerszám és fegyver is előkerült. Találtak több féldrágakőből készült ékszert, valamint egy zsebnapórát, amely iránytűként is funkcionál.
A szőgyéni Szent Mihály templom alapjait újjáépítették. Ha az időjárás engedi, misét tartanak itt.